# Seastead
Seasteading, een porte-manteauwoord van sea (zee) en homesteading (cultiveren van land om het bewoonbaar te maken) is het idee om permanente bewoning, "Seasteads", op zee te maken, buiten de territoriale wateren. Ten minste twee mensen bedachten onafhankelijk van elkaar de term: Ken Neumeyer in het boek Sailing on the Farm (1981) en Wayne Gramlich in het artikel "Seasteading – Homesteading on the High Seas" (1998).
De meeste voorstellen voor Seasteads waren tot nu toe aangepaste cruiseschepen. Andere voorstellen waren onder andere omgebouwde olieplatforms en speciaal gebouwde drijvende eilanden.
Tot nog toe is niemand erin geslaagd een staat buiten de territoriale wateren te bouwen dat erkend werd als een soevereine natie. Wellicht dat Sealand, een betwiste micronatie gebouwd op een verlaten zeefort in de buurt van Suffolk, het nog het meest benadert.

## Mogelijkheden
Buiten de EEZ (exclusieve economische zones) van 200 zeemijl die landen mogen claimen, liggen de internationale wateren waar geen andere soevereiniteit geldt dan de vlag waaronder een schip, dus ook Seastead, vaart. Bestaande voorbeelden van organisaties die van deze mogelijkheid gebruikmaken of gemaakt hebben zijn Women on Waves en Radio Veronica.

## The Seasteading Institute

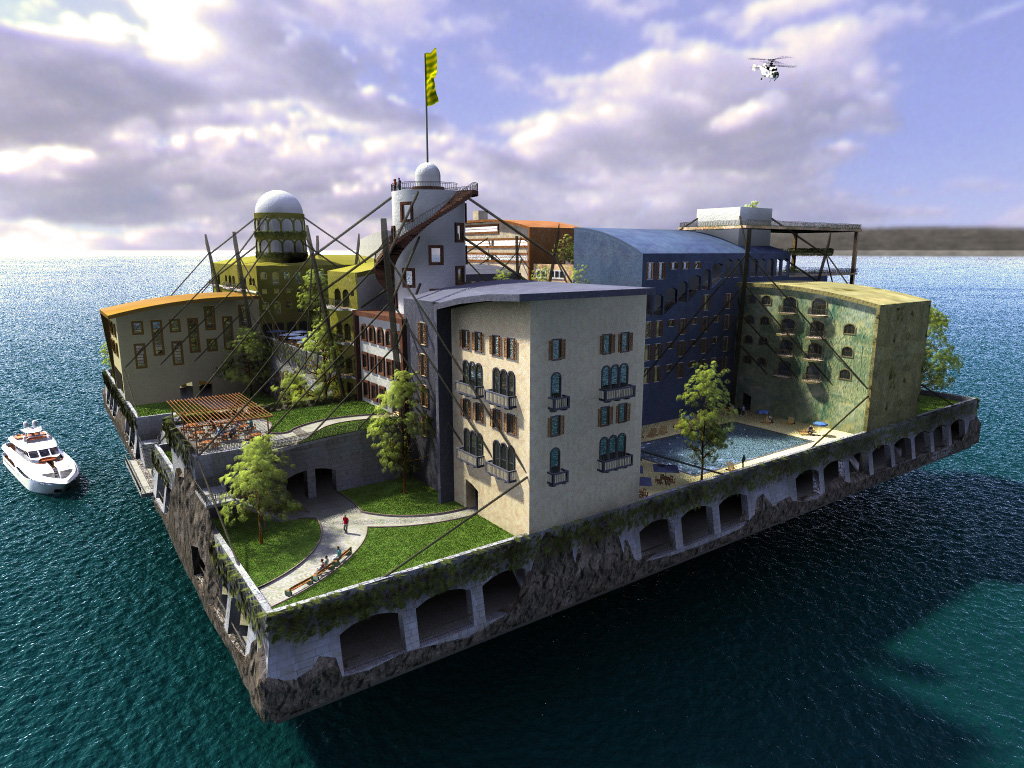
András Gyõrfi's "The Swimming City"

The Seasteading Institute, opgericht door Wayne Gramlich en Patri Friedman op 15 april 2008 is een organisatie die het mogelijk wil maken autonome, mobiele gemeenschappen te bouwen in internationale wateren. Het artikel van Gramlich "SeaSteading – Homesteading on the High Seas" beschreef het idee om dat betaalbaar te doen en trok de belangstelling van Friedman. De twee werkten samen en publiceerde hun eerste boek die aspecten van Seasteading beschreef van afvalverwerking tot "gelegenheidsvlaggen".
Het project kreeg veel media-aandacht (onder andere op CNN en in Wired Magazine) in 2008 nadat PayPal-oprichter Peter Thiel 500.000 dollar in het instituut stak en zich positief uitliet over de haalbaarheid van het project.

"Als Seasteading een haalbare mogelijkheid wordt, wordt het wisselen van overheid een kwestie van ernaartoe zeilen zonder ook maar je huis te verlaten", vatte Friedman het samen op de eerste Seasteading conferentie.

## Ontwerpen

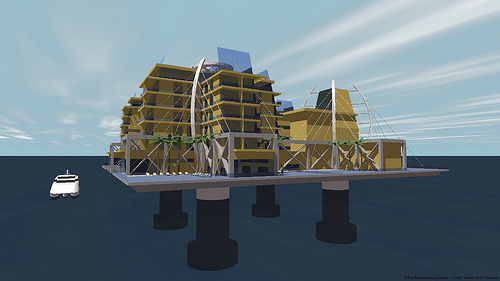
The Seasteading Institute's "ClubStead"

The Seasteading Institute begon met een nieuwe aanpak met gemeenschappen boven het zeeniveau, in "sparbuoys", vergelijkbaar met olieplatformen. Het project zou klein moeten beginnen, met zo veel mogelijk bewezen technologie, en proberen haalbare en duurzame manieren te vinden een Seastead te creëren. Om fulltime op zee te kunnen wonen zullen er innovaties nodig zijn. Het bestaan van cruiseschepen lijkt erop te wijzen dat het mogelijk is.